# Lista de nomeados e vencedores dos Prémios Sophia
Esta é uma lista dos nomeados e vencedores dos Prémios Sophia, atribuídos anualmente pela Academia Portuguesa de Cinema, nas categorias de realização, representação e honorárias.

## Realizadores
| Realizador                | Vida           | Sophias                     | Nomeações | Filmes Premiados                                      |
| Realizador                | Vida           | Sophia de Melhor Realizador | Nomeações | Filmes Premiados                                      |
| ------------------------- | -------------- | --------------------------- | --------- | ----------------------------------------------------- |
| António-Pedro Vasconcelos | 1939–2024      | 2                           | 3         | Os Gatos não Têm Vertigens (2015) Parque Mayer (2019) |
| Joaquim Leitão            | 1956 (68 anos) | 1                           | 2         | Até Amanhã Camaradas (2014)                           |
| Vicente Alves do Ó        | 1972 (53 anos) | 1                           | 1         | Florbela (2013)                                       |
| Margarida Cardoso         | 1963 (61 anos) | 1                           | 1         | Yvone Kane (2016)                                     |
| Ivo Ferreira              | 1975 (49 anos) | 1                           | 1         | Cartas da Guerra (2017)                               |
| Marco Martins             | 1972 (53 anos) | 1                           | 1         | São Jorge (2018)                                      |
| Tiago Guedes              | 1971 (53 anos) | 1                           | 1         | Variações (2020)                                      |
| Ana Rocha de Sousa        | 1978 (46 anos) | 1                           | 1         | Listen (2021)                                         |
| Catarina Vasconcelos      | 1986 (39 anos) | 1                           | 1         | A Metamorfose dos Pássaros (2022)                     |
| João Botelho              | 1949 (75 anos) | -                           | 3         |                                                       |
| João Canijo               | 1957 (67 anos) | -                           | 2         |                                                       |
| Bruno de Almeida          | 1965 (59 anos) | -                           | 2         |                                                       |
| Vítor Gonçalves           | 1951 (74 anos) | -                           | 1         |                                                       |
| Zézé Gamboa               | 1955 (69 anos) | -                           | 1         |                                                       |
| João Salaviza             | 1984 (41 anos) | -                           | 1         |                                                       |
| Luís Filipe Rocha         | 1947 (77 anos) | -                           | 1         |                                                       |
| Nuno Rocha                | 1977 (47 anos) | -                           | 1         |                                                       |
| José Barahona             | 1969 (55 anos) | -                           | 1         |                                                       |
| Pedro Pinho               | 1977 (48 anos) | -                           | 1         |                                                       |
| Rodrigo Areias            | 1978 (47 anos) | -                           | 1         |                                                       |
| Francisco Manso           | 1949 (75 anos) | -                           | 1         |                                                       |
| João Correia              |                | -                           | 1         |                                                       |
| José Fonseca e Costa      | 1933–2015      | -                           | 1         |                                                       |
| António Ferreira          | 1970 (54 anos) | -                           | 1         |                                                       |
| Miguel Gomes              | 1972 (53 anos) | -                           | 1         |                                                       |
| João Pedro Rodrigues      | 1966 (58 anos) | -                           | 1         |                                                       |
| João Guerra da Mata       | 1966 (59 anos) | -                           | 1         |                                                       |
| Sérgio Tréfaut            | 1965 (60 anos) | -                           | 1         |                                                       |
| Gabriel Abrantes          | 1984 (41 anos) | -                           | 1         |                                                       |
| Daniel Schmidt            | 1984 (41 anos) | -                           | 1         |                                                       |
| João Maia                 |                | -                           | 1         |                                                       |
| Pedro Costa               | 1959 (65 anos) | -                           | 1         |                                                       |
| Basil da Cunha            | 1985 (39 anos) | -                           | 1         |                                                       |
| João Nuno Pinto           | 1969 (55 anos) | -                           | 1         |                                                       |
| Bruno Gascon              | 1990 (35 anos) | -                           | 1         |                                                       |
| David Boneville           | 1978 (46 anos) | -                           | 1         |                                                       |
| Patrícia Sequeira         | 1973 (51 anos) | -                           | 1         |                                                       |

## Actores
| Actor               | Vida                          | Sophias                | Sophias                           | Nomeações              | Nomeações                         | Filmes Premiados                           |
| Actor               | Vida                          | Sophia de Melhor Actor | Sophia de Melhor Actor Secundário | Sophia de Melhor Actor | Sophia de Melhor Actor Secundário | Filmes Premiados                           |
| ------------------- | ----------------------------- | ---------------------- | --------------------------------- | ---------------------- | --------------------------------- | ------------------------------------------ |
| Miguel Borges       | 1966 (59 anos)                | 2                      | -                                 | 3                      | 1                                 | Cinzento e Negro (2017), Terra Nova (2022) |
| João Nunes Monteiro | 1993 (32)                     | 1                      | 1                                 | 1                      | 1                                 | Mosquito (2021), Diários de Otsoga (2022)  |
| Carlos Santos       | 1937–2016                     | 1                      | -                                 | 1                      | 1                                 | Operação Outono (2013)                     |
| João Jesus          | 1990 (35 anos)                | 1                      | -                                 | 1                      | 1                                 | Os Gatos não Têm Vertigens (2015)          |
| Pedro Hestnes       | 1962–2011                     | 1                      | -                                 | 1                      | -                                 | Em Segunda Mão (2014)                      |
| José Mata           | 1986 (39 anos)                | 1                      | -                                 | 1                      | -                                 | Amor Impossível (2016)                     |
| Nuno Lopes          | 1978 (47 anos)                | 1                      | -                                 | 1                      | -                                 | São Jorge (2018)                           |
| Hugo Bentes         | 1978 (47 anos)                | 1                      | -                                 | 1                      | -                                 | Raiva (2019)                               |
| Sérgio Praia        | 1977 (48 anos)                | 1                      | -                                 | 1                      | -                                 | Variações (2020)                           |
| Filipe Duarte       | 1973–2020                     | -                      | 2                                 | 2                      | 2                                 | Variações (2020), Mosquito (2021)          |
| Adriano Luz         | 1959 (66 anos)                | -                      | 2                                 | 1                      | 6                                 | Até Amanhã Camaradas (2014) Raiva (2019)   |
| Albano Jerónimo     | 1979 (46 anos)                | -                      | 1                                 | 3                      | 2                                 | Linhas de Wellington (2013)                |
| Adriano Carvalho    | 1970 (55 anos)                | -                      | 1                                 | 1                      | 3                                 | A Mãe é que sabe (2017)                    |
| João Perry          | 1940 (85 anos)                | -                      | 1                                 | -                      | 1                                 | Os Maias (2015)                            |
| José Pinto          | 1929 (96 anos)                | -                      | 1                                 | -                      | 1                                 | Capitão Falcão (2016)                      |
| José Raposo         | 1963 (62 anos)                | -                      | 1                                 | -                      | 1                                 | São Jorge (2018)                           |
| João Lagarto        | 1954 (71 anos)                | -                      | -                                 | 2                      | -                                 |                                            |
| Gonçalo Waddington  | 1977 (48 anos)                | -                      | -                                 | 2                      | -                                 |                                            |
| Ivo Canelas         | 1973 (52 anos)                | -                      | -                                 | 1                      | 1                                 |                                            |
| Carloto Cotta       | 1984 (41 anos)                | -                      | -                                 | 1                      | 1                                 |                                            |
| Vítor Norte         | 1951 (74 anos)                | -                      | -                                 | 1                      | -                                 |                                            |
| Cândido Ferreira    | 1950 (75 anos)                | -                      | -                                 | 1                      | -                                 |                                            |
| Graciano Dias       | 1981 (44 anos)                | -                      | -                                 | 1                      | -                                 |                                            |
| David Mourato       | 2000 (25 anos)                | -                      | -                                 | 1                      | -                                 |                                            |
| Miguel Nunes        | 1988 (37 anos)                | -                      | -                                 | 1                      | -                                 |                                            |
| Cláudio da Silva    | 1974 (51 anos)                | -                      | -                                 | 1                      | -                                 |                                            |
| José Pimentão       | 1988 (37 anos)                | -                      | -                                 | 1                      | -                                 |                                            |
| Diogo Amaral        | 1981 (44 anos)                | -                      | -                                 | 1                      | -                                 |                                            |
| Francisco Froes     | 1987 (38 anos)                | -                      | -                                 | 1                      | -                                 |                                            |
| Hugo Bentes         | 1978 (47 anos)                | -                      | -                                 | 1                      | -                                 |                                            |
| Igor Regalla        | 1988 (37 anos)                | -                      | -                                 | 1                      | -                                 |                                            |
| António Durães      | 1961 (63)                     | -                      | -                                 | 1                      | -                                 |                                            |
| Michael Spencer     |                               | -                      | -                                 | 1                      | -                                 |                                            |
| Ruben Garcia        | 1978 (46)                     | -                      | -                                 | 1                      | -                                 |                                            |
| José Condessa       | 1997 (27)                     | -                      | -                                 | 1                      | -                                 |                                            |
| Pedro Lacerda       | 1971 (54)                     | -                      | -                                 | 1                      | -                                 |                                            |
| António Fonseca     | 1953 (72 anos)                | -                      | -                                 | -                      | 1                                 |                                            |
| Nuno Melo           | 1937–2016                     | -                      | -                                 | -                      | 1                                 |                                            |
| Carlos Paulo        | 1951 (74 anos)                | -                      | -                                 | -                      | 1                                 |                                            |
| João Reis           | 1965 (60 anos)                | -                      | -                                 | -                      | 1                                 |                                            |
| Luís Miguel Cintra  | 1949 (76 anos)                | -                      | -                                 | -                      | 1                                 |                                            |
| Afonso Pimentel     | 1982 (43 anos)                | -                      | -                                 | -                      | 1                                 |                                            |
| Marco d'Almeida     | 1974 (51 anos)                | -                      | -                                 | -                      | 1                                 |                                            |
| Manuel Wiborg       | 1968 (57 anos)                | -                      | -                                 | -                      | 1                                 |                                            |
| Nicolau Breyner     | 1940–2016                     | -                      | -                                 | -                      | 1                                 |                                            |
| Pedro Inês          | 1975 (50 anos)                | -                      | -                                 | -                      | 1                                 |                                            |
| Carlos Malvarez     | 1986 (39 anos)                | -                      | -                                 | -                      | 1                                 |                                            |
| José Martins        | 1952 (73 anos)                | -                      | -                                 | -                      | 1                                 |                                            |
| David Chan Cordeiro | 1981 (44 anos)                | -                      | -                                 | -                      | 1                                 |                                            |
| João Villas-Boas    | 1982 (43 anos)                | -                      | -                                 | -                      | 1                                 |                                            |
| Duarte Grilo        | 1985 (40 anos)                | -                      | -                                 | -                      | 1                                 |                                            |
| Cristóvão Campos    | 1984 (41 anos)                | -                      | -                                 | -                      | 1                                 |                                            |
| Dmitry Bogomolov    | 1976 (49 anos)                | -                      | -                                 | -                      | 1                                 |                                            |
| Miguel Guilherme    | 1958 (67 anos)                | -                      | -                                 | -                      | 1                                 |                                            |
| Augusto Madeira     | 1970 (55 anos)                | -                      | -                                 | -                      | 1                                 |                                            |
| João Pedro Mamede   | 1992 (33 anos)                | -                      | -                                 | -                      | 1                                 |                                            |
| Alexandre Fonseca   |                               | -                      | -                                 | -                      | 1                                 |                                            |
| Eduardo Breda       | 19 de abril de 1990 (34 anos) | -                      | -                                 | -                      | 1                                 |                                            |
| Raimundo Cosme      | 27 de maio de 1988 (36 anos)  | -                      | -                                 | -                      | 1                                 |                                            |

## Actrizes
| Actriz                | Vida      | Sophias                 | Sophias                            | Nomeações               | Nomeações                          | Filmes Premiados                   |
| Actriz                | Vida      | Sophia de Melhor Actriz | Sophia de Melhor Actriz Secundária | Sophia de Melhor Actriz | Sophia de Melhor Actriz Secundária | Filmes Premiados                   |
| --------------------- | --------- | ----------------------- | ---------------------------------- | ----------------------- | ---------------------------------- | ---------------------------------- |
| Victoria Guerra       | 1989 (35) | 1                       | -                                  | 2                       | 1                                  | Amor Impossível (2016)             |
| Rita Durão            | 1976 (49) | 1                       | -                                  | 2                       | -                                  | Em Segunda Mão (2014)              |
| Ana Padrão            | 1967 (57) | 1                       | -                                  | 2                       | -                                  | Jogo de Damas (2017)               |
| Isabel Ruth           | 1940 (84) | 1                       | -                                  | 2                       | -                                  | Raiva (2019)                       |
| Dalila Carmo          | 1974 (50) | 1                       | -                                  | 1                       | 1                                  | Florbela (2013)                    |
| Maria do Céu Guerra   | 1943 (81) | 1                       | -                                  | 1                       | -                                  | Os Gatos não Têm Vertigens (2015)  |
| Rita Blanco           | 1963 (62) | 1                       | -                                  | 1                       | -                                  | Fátima (2018)                      |
| Sandra Faleiro        | 1972 (52) | 1                       | -                                  | 1                       | -                                  | A Herdade (2020)                   |
| Lúcia Moniz           | 1976 (48) | 1                       | -                                  | 1                       | -                                  | Listen (2021)                      |
| Ana Moreira           | 1980 (45) | 1                       | -                                  | 1                       | -                                  | Sombra (2022)                      |
| Beatriz Batarda       | 1974 (50) | -                       | 1                                  | 1                       | 3                                  | Comboio Noturno para Lisboa (2014) |
| Carla Chambel         | 1976 (48) | -                       | 1                                  | 1                       | 3                                  | Se Eu Fosse Ladrão, Roubava (2016) |
| Maria João Pinho      | 1978 (47) | -                       | 1                                  | 1                       | 2                                  | Os Maias (2015)                    |
| Ana Bustorff          | 1959 (65) | -                       | 1                                  | -                       | 2                                  | Ruth (2019)                        |
| Anabela Teixeira      | 1973 (51) | -                       | 1                                  | -                       | 1                                  | Florbela (2013)                    |
| Manuela Maria         | 1935 (90) | -                       | 1                                  | -                       | 1                                  | A Mãe é que sabe (2017)            |
| Isabel Abreu          | 1978 (46) | -                       | 1                                  | -                       | 1                                  | Uma Vida à Espera (2018)           |
| Ana Vilela da Costa   | 1984 (41) | -                       | 1                                  | -                       | 1                                  | A Herdade (2020)                   |
| Maisie Sly            | 2011 (13) | -                       | 1                                  | -                       | 1                                  | Listen (2021)                      |
| Ana Cristina Oliveira | 1973 (51) | -                       | 1                                  | -                       | 1                                  | Sombra (2022)                      |
| Anabela Moreira       | 1976 (48) | -                       | -                                  | 2                       | 1                                  |                                    |
| Leonor Seixas         | 1980 (44) | -                       | -                                  | 2                       | -                                  |                                    |
| Margarida Vila-Nova   | 1983 (41) | -                       | -                                  | 2                       | -                                  |                                    |
| Maria João Bastos     | 1975 (49) | -                       | -                                  | 1                       | 1                                  |                                    |
| Joana de Verona       | 1989 (35) | -                       | -                                  | 1                       | 1                                  |                                    |
| Inês Castel-Branco    | 1982 (43) | -                       | -                                  | 1                       | 1                                  |                                    |
| Teresa Madruga        | 1953 (71) | -                       | -                                  | 1                       | 1                                  |                                    |
| Lia Carvalho          | 1990 (34) | -                       | -                                  | 1                       | 1                                  |                                    |
| Laura Soveral         | 1933–2018 | -                       | -                                  | 1                       | -                                  |                                    |
| Sara Barros Leitão    | 1990 (34) | -                       | -                                  | 1                       | -                                  |                                    |
| Soraia Chaves         | 1982 (46) | -                       | -                                  | 1                       | -                                  |                                    |
| Joana Bárcia          | 1972 (52) | -                       | -                                  | 1                       | -                                  |                                    |
| Ivana Baquero         | 1994 (30) | -                       | -                                  | 1                       | -                                  |                                    |
| Carla Galvão          | 1980 (45) | -                       | -                                  | 1                       | -                                  |                                    |
| Mariana Nunes         | 1980 (44) | -                       | -                                  | 1                       | -                                  |                                    |
| Daniela Melchior      | 1996 (28) | -                       | -                                  | 1                       | -                                  |                                    |
| Vitalina Varela       | 1964 (61) | -                       | -                                  | 1                       | -                                  |                                    |
| Isabél Zuaa           | 1957 (67) | -                       | -                                  | 1                       | -                                  |                                    |
| Maria de Medeiros     | 1965 (59) | -                       | -                                  | 1                       | -                                  |                                    |
| Gabriela Barros       | 1988 (36) | -                       | -                                  | 1                       | -                                  |                                    |
| Catarina Wallenstein  | 1986 (38) | -                       | -                                  | -                       | 2                                  |                                    |
| Elisa Lisboa          | 1944 (80) | -                       | -                                  | -                       | 1                                  |                                    |
| Maria João Luís       | 1964 (60) | -                       | -                                  | -                       | 1                                  |                                    |
| Julie Sergeant        | 1970 (55) | -                       | -                                  | -                       | 1                                  |                                    |
| Fernanda Serrano      | 1973 (51) | -                       | -                                  | -                       | 1                                  |                                    |
| São José Correia      | 1974 (50) | -                       | -                                  | -                       | 1                                  |                                    |
| Sílvia Rizzo          | 1967 (57) | -                       | -                                  | -                       | 1                                  |                                    |
| Maria D'Aires         | 1969 (55) | -                       | -                                  | -                       | 1                                  |                                    |
| Camila Amado          | 1938–2021 | -                       | -                                  | -                       | 1                                  |                                    |
| Raquel Rocha Vieira   | 1992 (32) | -                       | -                                  | -                       | 1                                  |                                    |
| Alexandra Lencastre   | 1965 (59) | -                       | -                                  | -                       | 1                                  |                                    |
| Carla Maciel          | 1974 (50) | -                       | -                                  | -                       | 1                                  |                                    |
| Teresa Sobral         |           | -                       | -                                  | -                       | 1                                  |                                    |

## Sophias Honorários

### Sophia de Mérito e Excelência
| Premiado           | Vida      | Actividade | Sophia |
| ------------------ | --------- | ---------- | ------ |
| Manoel de Oliveira | 1908–2015 | realizador | 2013   |
| Ruy de Carvalho    | 1927 (97) | actor      | 2017   |

### Sophia de Lifetime Achievement
| Premiado         | Vida      | Actividade             | Sophia |
| ---------------- | --------- | ---------------------- | ------ |
| Vanessa Redgrave | 1937 (88) | actriz                 | 2017   |
| Vittorio Storaro | 1940 (84) | director de fotografia | 2017   |
| Tom Fleischman   | 1951 (73) | sonoplasta             | 2018   |
| Jay Rabinowitz   |           | editor                 | 2019   |
| Tariq Anwar      | 1945 (79) | editor                 | 2020   |

### Sophia de Carreira
| Premiado                         | Vida      | Actividade                        | Sophia |
| -------------------------------- | --------- | --------------------------------- | ------ |
| António de Macedo                | 1931–2017 | realizador                        | 2012   |
| António da Cunha Telles          | 1935–2022 | produtor                          | 2012   |
| Isabel Ruth                      | 1940 (84) | actriz                            | 2012   |
| José Manuel Castello Lopes       | 1931–2017 | distribuidor                      | 2013   |
| Laura Soveral                    | 1933–2018 | actriz                            | 2013   |
| Acácio de Almeida                | 1938 (86) | director de fotografia            | 2013   |
| José Fonseca e Costa             | 1933–2015 | realizador                        | 2014   |
| Henrique Espírito Santo          | 1931–2020 | produtor                          | 2014   |
| Eduardo Serra                    | 1943 (81) | director de fotografia            | 2014   |
| Eunice Muñoz                     | 1928–2022 | actriz                            | 2015   |
| Luís Miguel Cintra               | 1949 (75) | actor e encenador                 | 2015   |
| Carmen Dolores                   | 1924–2021 | actriz                            | 2016   |
| Fernando Costa                   | 1937–2016 | produtor e director de fotografia | 2016   |
| Adelaide João                    | 1921–2021 | actriz                            | 2017   |
| Elso Roque                       | 1943 (81) | director de fotografia            | 2017   |
| Lauro António                    | 1942–2022 | realizador                        | 2018   |
| Artur Correia (a título póstumo) | 1932–2018 | realizador de animação            | 2018   |
| Ana Lorena                       |           | caracterizadora e actriz          | 2018   |
| Pedro Efe                        | 1942–2021 | actor                             | 2019   |
| Lia Gama                         | 1944 (80) | actriz                            | 2019   |
| Alfredo Tropa                    | 1939–2020 | realizador                        | 2020   |
| António-Pedro Vasconcelos        | 1939–2024 | realizador                        | 2020   |
| Fernando Matos Silva             | 1940 (84) | realizador                        | 2020   |
| Maria do Céu Guerra              | 1943 (81) | actriz                            | 2021   |
| Sinde Filipe                     | 1937 (87) | actor                             | 2021   |
| Abi Feijó                        | 1956 (68) | realizador                        | 2022   |
| Carlos Saboga                    | 1936 (88) | argumentista e realizador         | 2023   |
| Paulo Trancoso                   | 1945 (79) | produtor                          | 2023   |